# Săpunul tradițional libanez
Săpunul tradițional libanez, cu o istorie de sute de ani, cândva un produs foarte prețuit în Imperiul Otoman, își recâștigă acum faima. Khan as-Saboon, localizat în orașul libanez Tripoli și renumit pentru acest săpun, este promovat în prezent ca importantă atracție turistică.

## Introducere

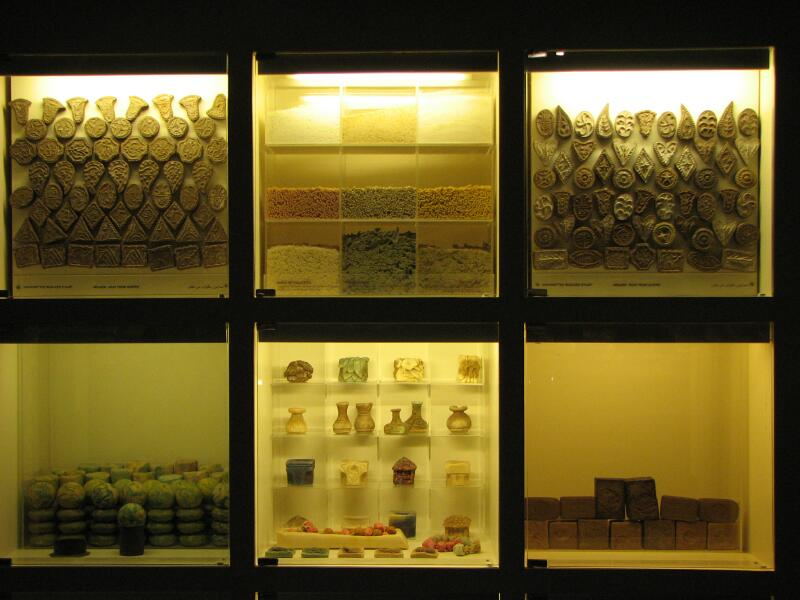
Khan as-Saboon

Săpunul tradițional libanez sau saboon baladee este o parte importantă a culturii locale, cunoscând o istorie care începe încă din perioada dominației mamelucilor. A cucerit Istanbulul în perioada otomană cu mirosurile îmbietoare și jocul de culori, însă a făcut cu greu față săpunului produs în masă după Revoluția Industrială. Chiar și așa, săpunul tradițional libanez începe să-și recapete farmecul mai cu seamă în piețele din Tripoli, devenind chiar o atracție turistică în regiune.

## Istoria primei fabrici de săpun libanez
Istoria săpunului tradițional libanez începe în secolul al XVI-lea, atunci când au fost construite niște barăci pentru garnizoanele trupelor otomane stabilite în Tripoli, Liban.  Construcția a fost ridicată în centrul orașului, tocmai pentru a preveni posibilele răscoale locale, fiind prevăzută totodată cu un sistem de apărare pe latura zidurilor exterioare – fante pentru tras cu săgeți și creneluri pentru proiectile asupra inamicului -, iar intrarea impunătoare, marcată de o poartă arcuită, era păzită de gărzile pașei. Interiorul are o structură dreptunghiulară, pe două etaje, cu arcade din loc în loc și coridoare lungi. În mijlocul structurii, după modelul oriental, găsim o fântână dreptunghiulară încadrată de arbori. 

În timpul luptei de la Anjar (1622), Yusuf Pasha, pașă de Tripoli, a fost luat prizonier, iar forțele otomane din zonă au fost relocate în Siria. Astfel Fahr ed-Din II al-Ma’ni a ocupat barăcile otomane, însă doar pentru o perioadă scurtă de timp. Rămânând ulterior nefolosite, locuitorii au trimis o petiție lui Fahr ed-Din prin care îi cereau permisiunea de a folosi construcția ca fabrică de săpun, căpătând în acest fel denumirea de Khan as-Saboun, așa cum este cunoscută astăzi.  

	Această fabrică nu este totuși unică în regiune, de-a lungul timpului industria săpunului dezvoltându-se și proliferând, construindu-se așadar și alte fabrici. Astăzi fiecare astfel de fabrică aparține, în general, unei familii locale care preferă să se ocupe personal de producția de săpun, evitând pe cât posibil folosirea altor materii prime decât cele tradiționale, autohtone. 

## Săpunul libanez în perioada 1900-1950
Prima fabrică modernă de săpun a apărut în 1933, în zona Tripoli-Beirut, alături de alte câteva sute de mici fabrici tradiționale de săpun. În perioada celui de-al Doilea Război Mondial, producția de săpun în Liban a crescut cu aproape 40%, aceasta fiind adesea vândut la prețuri controlate de Aliați. 

Printre cele mai mari fabrici de săpun din Liban în perioada interbelică se număra Savonnerie de Sen et Fils, Huilerie raffinerie et savonnerie Jabre et Comaty și Omar&Adra Brothers. Doar ultima opera la o capacitate de aproximativ 50% în timpul celui de-ai Doilea Război Mondial. După război, fabricile de săpun libaneze pierd iarăși teren în fața săpunului ieftin, produs la scară mare în fabricile moderne din Europa. 

## Producția de săpun
Khan as-Saboun devine fabrică de săpun tradițional și mai apoi piață sūq pentru același produs. Curând ajunge un important centru comercial pentru producerea și comercializarea săpunului, pentru ca apoi să exporte acest minunat produs local și în Europa. 

Întrucât parfumul minunat al săpunului a impresionat, cererea  pentru Europa și Imperiul Otoman a crescut. Fabricarea săpunului a devenit o artă în sine. « Maestrul » începe să facă săpun în forme diferite, sculptate, scobite, cioplite, dar și în combinații puternice de culori -  negru, albastru, gri sau alb pentru iarnă și culori pastelate pentru primavară-vară. 

Materia primă pentru acest săpun tradițional este uleiul de măsline produs din măslinii de pe dealurile din jurul orașului Tripoli.   Uleiul se fierbe pentru aproximativ șase ore în recipiente înalte și largi, fiind amestecat continuu. Pe măsură ce uleiul fierbe, sunt adăugate alte ingrediente care duc la obținerea unei paste cremoase. Abia atunci se pot adăuga parfumurile și coloranții naturali. 

Crema de săpun este apoi întinsă pe o suprafață netedă și lăsată la răcit pentru o perioadă mai mică sau mai mare de timp, în funcție de compoziție. În alte situații, săpunul se lasă sub soare, în aer liber, pentru ca apa din compoziție să se evapore mai repede. Săpunarii îl taie apoi în forma dorită, dreptunghiulară de obicei. 

Bucățile dreptunghiulare pot fi vândute ca atare sau pot merge mai departe la sculptare și modelare – partea cea mai dificilă din întreg procesul de producere a săpunului, întrucât se realizează manual, cu un cuțit sau o lamă ascuțită specială pentru săpun. În această privință, impresionantă este o copie a Coranului sculptată în săpun tradițional libanez. 

Pe lângă uleiul de măsline, componenta principală a acestui săpun, mai pot fi adăugate ingrediente precum mierea, uleiuri esențiale, petale de flori sau ierburi aromate.

Astăzi putem găsi în Tripoli aproape 400 de feluri de săpun fabricat manual – reumatice, relaxante, pentru catifelare, anti-acnee etc. 

## Importanța economică
Încă de la prima fabrică tradițională de săpun (Khan es-Saboun), produsul libanez a fost prețuit în Imperiul Otoman, poate chiar la fel de mult ca mătasea. Corăbiile Istanbulului traversau marea pentru a se aproviziona cu mult-iubitul săpun aromat al Libanului. Corespondența de la sfârșit de secol XVI între beylerbey-ul din Tripoli și Poartă ne confirmă așadar importanța economică a acestui săpun tradițional nu doar pentru partea otomană, ci și pentru partea libaneză. 

	S-au păstrat scrisori în care se cere alimentarea, cu întâietate, a corăbiilor otomane și abia apoi satisfacerea cererii către o terță parte. Într-o altă scrisoare găsim solicitarea explicită a Porții de a îmbunătăți calitatea săpunului furnizat sau revenirea la vechea rețetă pentru atingerea calității dorite de Imperiu. În mai toate situațiile este subliniată importanța economică a săpunului, dar și grija, atenția și seriozitatea cu care trebuie tratată această chestiune.